# Hygena
Hygena est une marque d'équipements de cuisine créée en 1925 au  Royaume-Uni, qui a connu plusieurs propriétaires successifs l'exploitant.
En 2015, le groupe Fournier Habitat l'acquiert via sa filiale Sodicooc et ne fait pas usage de la marque. La production est relocalisée en France sous l'enseigne de SoCoo'c. La marque est toujours utilisée par Sainsbury's dans les îles Britanniques.
En 2020, la marque est relancée en France par l'entreprise WM88 et le groupe Fournier Habitat.

## Historique

### De 1925 à 2015
En 1925, la société Hygena Cabinets Ltd est fondée par George Nunn et Len Cooklin à Liverpool, au Royaume-Uni. L’entreprise fabriquait essentiellement une gamme de placards populaires, baptisée Hoosier.
En 1938, l’entreprise est mise en liquidation et reprise par Arthur Webb (en).
En 1950, après la période d’austérité qui suivit la guerre, Hygena produit des cuisines plus pimpantes et colorées. Cette période productive voit naître la première cuisine entièrement préfabriquée, à base de pièces manufacturées que les gens peuvent intégrer dans leur cuisine sans en retirer les meubles. Baptisée Gamme F, elle associe des éléments muraux équipés de portes coulissantes, des éviers encastrés et des garde-manger comportant des bacs de rangement en plastique transparent.
Durant les années 1960, le concept de cuisine entièrement équipée devient la norme, et la production augmente en conséquence. Hygena lance son premier paquet plat de cuisine à monter soi-même vendu sous l’acronyme QA (Quick Assembly). La ligne QA devient l’un des best-sellers d’Hygena.
En 1970, le groupe Norcros acquiert l’entreprise dans les années 1970.
En 1982, Norcros dissout l’entreprise et vend le nom Hygena au groupe britannique d’ameublement MFI Group (en) qui crée la société Hygena, réseau de distribution spécialisé dans la commercialisation de cuisines. Le premier magasin ouvre ses portes à proximité de Lille, où il rencontre un vif succès. Peu après, d’autres magasins s’ouvrent, dans le Nord-Pas-de-Calais d’abord, puis sur l’ensemble du territoire français.
En 1997, le groupe Hygena devient le premier fabricant de meubles de cuisine en Europe, l’enseigne complète son offre avec des meubles pour salles de bain.
À partir de 2001, MFI Group (en) décide de lancer un programme de réaménagement des espaces intérieurs des magasins Hygena, qui gagnent en luminosité et ergonomie. Une démarche qui privilégie la relation client/conseiller commercial, et améliore la visibilité des produits.
En 2006, le groupe suédois Nobia (en), rachète le groupe Hygena au groupe MFI Group (en), et développe l’enseigne. C’est l’occasion pour la marque de lancer une nouvelle campagne de communication.
En 2007, Hygena, détentrice de 140 magasins en propre s’associe à Valérie Damidot, présentatrice de l’émission D&CO sur M6, qui prend le rôle de porte-parole de la marque. La même année, le premier magasin Hygena ouvre dans Paris intra-muros. Il signe la première étape d’une stratégie de positionnement d’Hygena au cœur de grandes villes.
En 2011, Hygena et Valérie Damidot cessent leur collaboration[réf. souhaitée].

### De 2012 à 2015
La marque est confrontée à la concurrence de plusieurs acteurs du moyen de gamme, tels qu'Ikéa, Fournier ou Cuisinella. Le groupe Nobia investit lourdement dans des travaux de rénovation de ses magasins.
Hygena renouvelle totalement sa gamme de cuisines en 2012[source insuffisante].
Toutefois, la société exploitant la marque en France voit son chiffres d'affaires diminuer et accumule les pertes malgré trois plans sociaux successifs. Nobia, qui l'a achetée 135 millions d'euros en 2006, la revend au groupe Fournier en 2015 pour 20 millions d'euros

### Après 2015
En 2015, Hygena est rachetée par le groupe Fournier Habitat. Les points de vente (105 environ) passent sous enseigne SoCoo'c
En avril 2016, Home Retail Group vend la marque pour 1,4 million de livres sterling à Sainsbury's, incluant le droit de bénéficier de la marque Hygena au Royaume-Uni et en Irlande[réf. nécessaire].

### En 2019
Hors Royaume-Uni et Irlande, sur toute l'Europe, la marque hygena est cédée à l'entreprise WM88. Le groupe Fournier Habitat se voit confier le développement de la marque et de la franchise hygena[réf. nécessaire][Où ?].